# Gran Premio di superbike di Buriram
Il Gran Premio di superbike di Buriram è una delle gare che compongono il calendario del campionato mondiale superbike. Nello stesso fine settimana si svolge anche la gara del mondiale supersport.

## Storia
Per la prima volta nella storia dei campionati del mondo per motociclette derivate dalla produzione di serie, nel 2015 si corse un GP in Thailandia, presso il circuito Internazionale di Buriram.
Jonathan Rea vinse entrambe le prove del mondiale superbike, realizzando anche la superpole ed i giri veloci delle due gare, mentre la gara valevole per il mondiale Supersport viene invece vinta dal pilota thailandese Ratthapark Wilairot, che proprio nella gara di casa ottiene la sua prima affermazione in carriera nel mondiale Supersport, divenendo anche il primo pilota thailandese a conquistare una vittoria in un campionato del mondo di motociclismo.

## Risultati

### Mondiale Superbike

#### Vincitori
| Anno |        | Pilota       | Squadra         | Motocicletta    |
| ---- | ------ | ------------ | --------------- | --------------- |
| 2015 | Gara 1 | Jonathan Rea | Kawasaki Racing | Kawasaki ZX-10R |
| 2015 | Gara 2 | Jonathan Rea | Kawasaki Racing | Kawasaki ZX-10R |

#### Giri Veloci
| Anno |        | Pilota       | Squadra         | Motocicletta    | Tempo          |
| ---- | ------ | ------------ | --------------- | --------------- | -------------- |
| 2015 | Gara 1 | Jonathan Rea | Kawasaki Racing | Kawasaki ZX-10R | 1min 33s 969ms |
| 2015 | Gara 2 | Jonathan Rea | Kawasaki Racing | Kawasaki ZX-10R | 1min 33s 817ms |

#### Pole Position
| Anno | Pilota       | Squadra         | Motocicletta    | Tempo          |
| ---- | ------------ | --------------- | --------------- | -------------- |
| 2015 | Jonathan Rea | Kawasaki Racing | Kawasaki ZX-10R | 1min 33s 382ms |

### Mondiale Supersport

#### Vincitori
| Anno | Pilota              | Squadra                    | Motocicletta   |
| ---- | ------------------- | -------------------------- | -------------- |
| 2015 | Ratthapark Wilairot | CORE'' Motorsport Thailand | Honda CBR600RR |

#### Giri Veloci
| Anno | Pilota       | Squadra                 | Motocicletta     | Tempo          |
| ---- | ------------ | ----------------------- | ---------------- | -------------- |
| 2015 | Jules Cluzel | MV Agusta Reparto Corse | MV Agusta F3 675 | 1min 37s 887ms |

#### Pole Position
| Anno | Pilota         | Squadra                  | Motocicletta   | Tempo          |
| ---- | -------------- | ------------------------ | -------------- | -------------- |
| 2015 | Kenan Sofuoğlu | Kawasaki Puccetti Racing | Kawasaki ZX-6R | 1min 37s 345ms |